# グルコン酸カルシウム
グルコン酸カルシウム(英: calcium gluconate)とはミネラルサプリメントの1つ。低カルシウム血症の治療に最も使用されるカルシウムの形態である。グルコン酸カルシウムはカルシウムを無水物で9.3 %、1水和物で8.9 %含む。

## フッ化水素酸による化学熱傷の治療
グルコン酸カルシウムのゲル製剤はフッ化水素酸の化学熱傷の治療に使用される。しかしゲル製剤は現在の日本では承認されていないため、院内製剤のようにそれぞれで調製する必要がある。また重篤な場合には、グルコン酸カルシウムを生理食塩水溶液として皮下注射する。フッ素イオンはカルシウムと速やかに結合してフッ化カルシウムを生成するため、フッ化水素酸の皮下への浸透を防ぐ効果がある。また、フッ化水素酸を吸入してしまった場合には、体内のカルシウムがフッ素イオンによって消費されて低カルシウム血症が引き起こされるため、グルコン酸カルシウムの生理食塩水溶液を静脈注射して血中のカルシウムの補給が行われる。

## カルチコール末
グルコン酸カルシウムの1水和物はカルシウム補給薬として医薬品医療機器総合機構の承認を受けてカルチコール末という名称で市販されている。長期にわたり服用したり過剰投与することで逆に高カルシウム血症となる危険性もあり、また副作用によって腎結石が出来ることもある。